# Ginny Duenkel
Ginny Duenkel (n. 7 martie 1947, Orange⁠(d), New Jersey, SUA) este o înotătoare americană, medaliată olimpică. A participat la o ediție a Jocurilor Olimpice (1964) în care a câștigat două medalii de aur și o medalie de bronz.